# Universitäts-Studiengesetz
Das Universitäts-Studiengesetz (offizielle Abkürzung: UniStG) war ein österreichisches Bundesgesetz, in dem das Studienrecht an den damals zwölf wissenschaftlichen Universitäten, den fünf Kunsthochschulen sowie an der Akademie der bildenden Künste Wien (später: Universitäten der Künste) geregelt war. Erstmals kundgemacht wurde das Gesetz im Bundesgesetzblatt für die Republik Österreich I Nr. 48/1997.
Das UniStG löste das zuvor gültige Allgemeine Hochschul-Studiengesetz (AHStG) aus dem Jahr 1966 ab. Die verschiedenen Nebengesetze des AHStG, die darauf beruhenden ministeriellen Studienordnungen und die auf diesen aufbauenden Studienpläne der Universitäten und Hochschulen blieben für Studierende jedoch weiterhin in Kraft, sofern die Studiendauer pro Studienabschnitt die gesetzliche Studiendauer plus ein Semester nicht überschritt (gerechnet ab Inkrafttreten eines auf den Bestimmungen des UniStG beruhenden Studienplans). Für Studierende, die noch ein „Studium auf Grund von Studienvorschriften aus der Zeit vor dem Inkrafttreten des AHStG“ (sogenannte alte Studienvorschriften, ASVS) betrieben, galt eine verkürzte Übergangsfrist bis 30. September 2002. 
Mit Ablauf des 31. Dezember 2003 wurde das Universitäts-Studiengesetz bis auf die weiterhin bestehenden Verfassungsbestimmungen vom Universitätsgesetz 2002 abgelöst. Diese verbliebenen Bestimmungen wurden 2008 materiell in das Bundes-Verfassungsgesetz übernommen und zu einfachgesetzlichen Regelungen umgewandelt. Mit dem Universitätsrechts-Änderungsgesetz 2009 traten zum 30. September 2009 die letzten Reste des UniStG außer Kraft (BGBl. I Nr. 81/2009).